# 孔教學院大成小學
孔教學院大成小學（英語：Confucian Tai Shing Primary School）是一所位於香港九龍黃大仙區的津貼小學，其前身為1931年創立之大成學校，1963年遷入現址後增續辦小學部，成為此校。由於收生不足，此校將於2026年停辦。

## 校政管理
歷任校監
- 1963年-1996年：黃允畋 先生[2][註 2]
- 1996年-2004年：顧思聰 先生[3][註 3]
- 2004年起：湯徫掄 先生

歷任主任/校長
- 1963年至？：蘇偉權 先生（創校主任/校長）[4]
- 程昌 先生
- 黃秀寬 女士[5]
- ？[註 5]至2002年：高敏才 先生[3][7]
- 2002年至2011年：劉月娟 女士[8]
- 2012年至今：袁潘淑嫻 女士

歷任副校長
- 陳乃森 先生

## 學校歷史

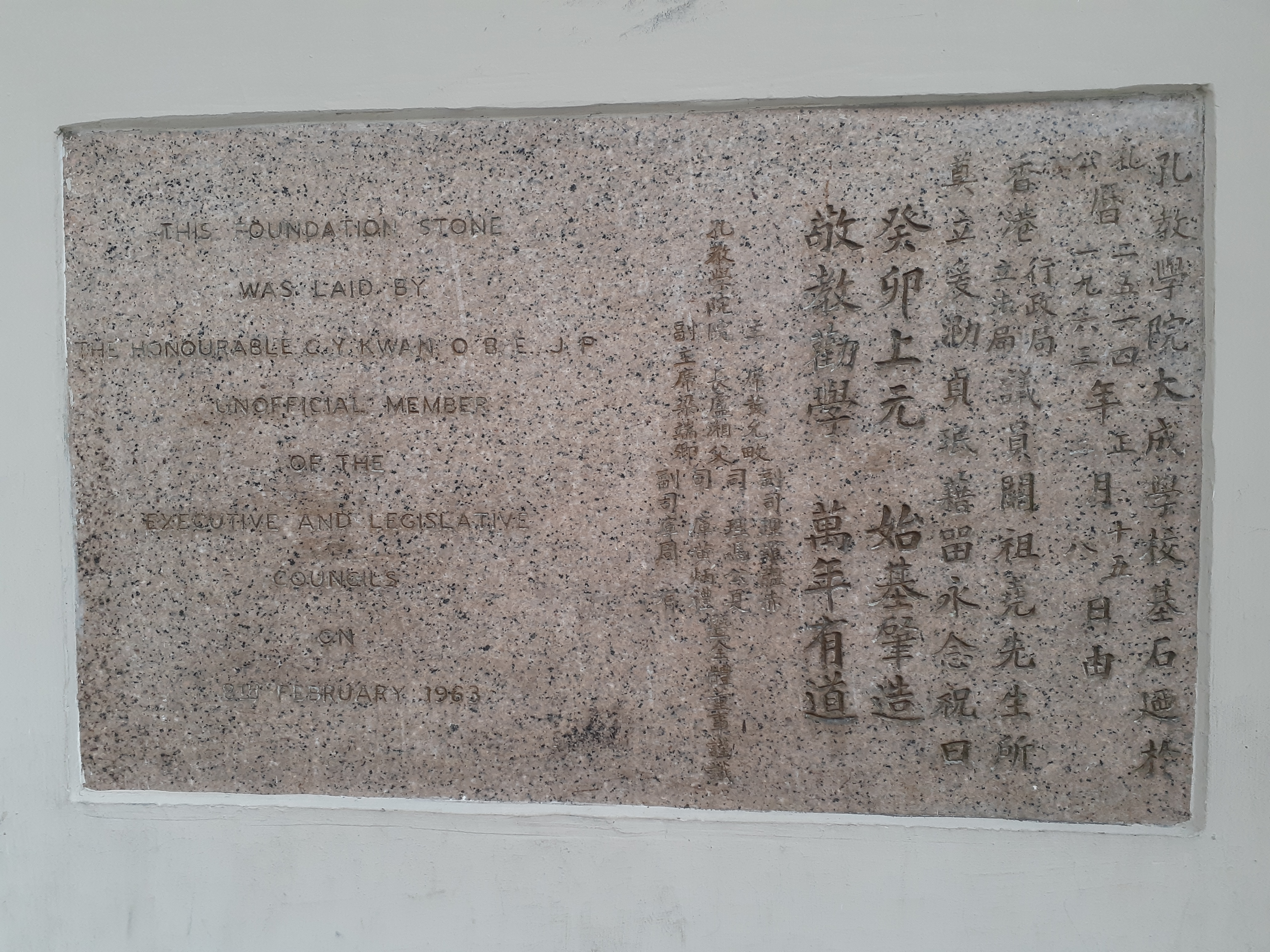
大成中小學校舍的奠基石，1963年2月

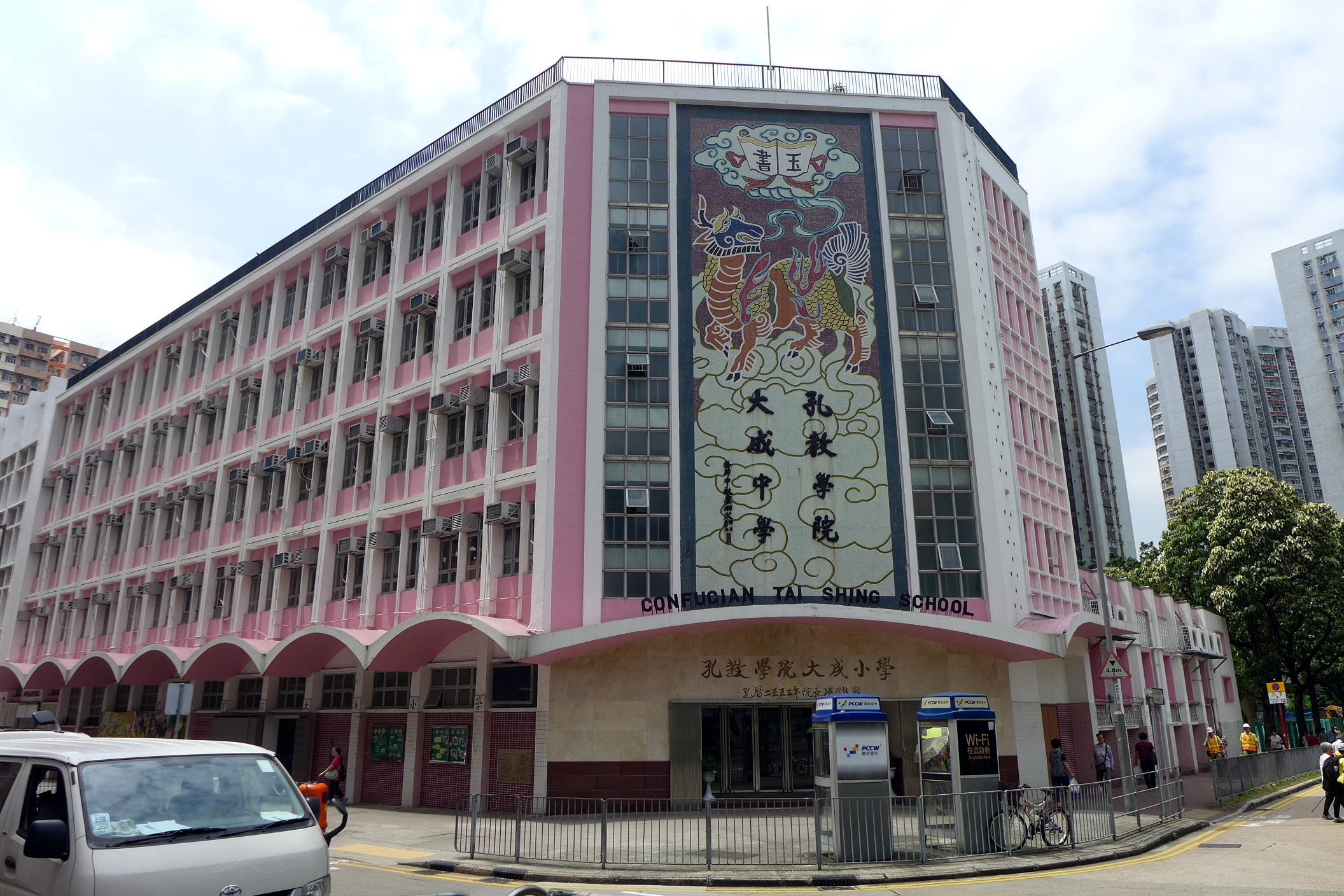
校舍外牆上的「麟吐玉書圖」壁畫，由裝飾畫藝術家潘峭風於1960年代初創作。

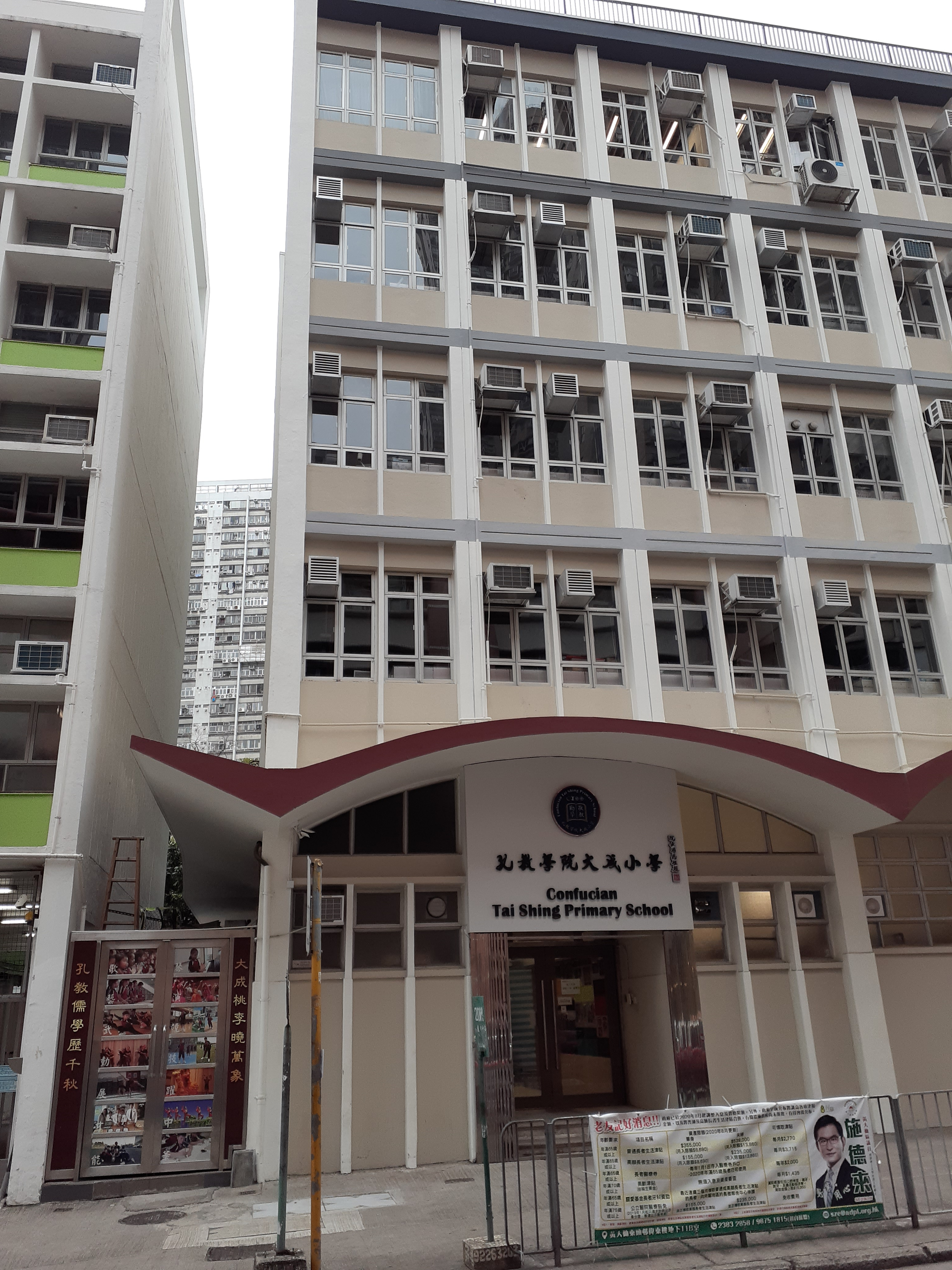
該校校舍位於大成街側門的入口

此校前身於1931年由香港孔教學院院長陳煥章創立，其後又於堅道131號全座擴辦「孔教中學」。至香港日佔時期時，此校一度停辦，直至重光後才恢復辦學，學校同時更名為「大成學校」。
因舊校舍不敷應用，香港孔教學院於1960年秋季，展開籌建大成學校新校計劃，未幾獲政府撥出黃大仙竹園1萬9000餘呎土地建立新校舍，1961年6月獲准採用建築師王定基設計的圖則，隨後動工興建，並獲政府及各界人士撥款資助建築費。1962年8月經孔教學院董事會討論後決定交由中標的東山建築公司負責興建校舍（不包括打樁），所花承建費用為87萬元。整個建校計劃涉及的總建築費達120萬元。學校外牆上的「麟吐玉書圖」壁畫由裝飾畫藝術家潘峭風創作。
至1963年9月，隨著新校舍建成，「大成學校」改名為「大成中學」，並增設上下午小學及夜校。其中中學及小學下午校為政府津貼學校；小學上午校及夜校則為私立學校。1979年結束夜校部，同時增辦夜中學。
1984年，大成小學上午校獲教育署批准轉為津貼小學，至此此校所有班別均受政府資助。
1994年，隨著共用同一校舍的大成中學完全遷往大埔，大成小學因此有充足課室辦理全日制小學，並獲當局及校董會批准接管原大成中學課室。
2001-02年間，孔教學院曾申請競投一所新辦中學，以作此校的聯繫中學，但不果。
2023年5月，因學童減少導致收生不足，此校小一至小三年級只能各開辦一班，不能再開辦小一。與教育局商談後，此校決定自資開辦小一，長遠計劃轉為私校繼續營辦。然而，因收生問題持續，此校最終於2024年4月被香港孔教學院著令停辦，並於同年6月15日正式對外宣佈。按照有關安排，此校將於2026年9月停辦；而受影響學生將轉至嗇色園主辦可立小學、天主教伍華小學、黃大仙天主教小學及天主教博智小學，並獲發1萬港元助學金及相應支援。至於騰空後的校舍，則用作改辦一間新私立學校。

## 事件
- 2015年5月23日，政治團體「香港本土力量」在此校門外示威，並張貼標語，抗議此校容許無證男童肖友懷有條件入學[18]。

- 2019年10月，此校校長袁潘淑嫻被指涉嫌欺凌校內教師，包括濫發「校本警告通知」、經常責罵及恐嚇教師等，導致接近一半教師辭職。及後，涉事校長指上述投訴並非屬實，但未有正面回應[19]。
- 2024年6月，在此校停辦消息公佈後不久，校長袁潘淑嫻及部分校董隨即召開記者會，指事前並不知情，反指孔教學院繞過校董會作出決定，並批評校監帶領他校職員入校宣傳造成混亂[20]。及後，由於雙方爭拗未獲解決，教育局決定派人加入此校法團校董會，以介入處理事件[21]。

## 著名/傑出校友
孔教學院大成學校舊生
- 黃百鳴，MH（1957年小六[22]）：香港電影製作人[9]
- 梁儒盛（1957年小六[22]）：已故亞洲電視新聞部總監
- 黃星華，GBS，OBE，JP（1947年至1952年[23]）：前教育署署長及房屋司[24]
- 英汝興，MH：前廠商會蔡章閣中學校長

孔教學院大成小學舊生
- 盧業樑：高柏（中國）企業管理咨詢有限公司主席及第十三屆全國政協委員
- 陳熾洪：香港大學中文學院講師[25]
- 周勇平（1964年小六）：前香港藝術發展局行政總裁[26]
- 鍾呂傍（1969年小六下午校）：前樂道中學校長[27][28]
- 許志安（1980年）：香港男歌手
- 潘梓鋒：香港男藝人
- 繆健德：已故香港電影導演
- 許少偉，SBS，JP（1970年小六）：前屋宇署署長[29]
- 梁陳智明：前香港鐵路有限公司公司事務總經理
- 陳雲生，BBS，MH：前屯門區議會友愛北選區區議員

## 註解
1. ↑  此校之前身「大成學校」於1931年創立，因在1963年遷至新址辦學，故以後者為創校年份。
2. ↑  黃允畋已於1997年逝世。
3. ↑  顧思聰於任內逝世。
4. ↑  於創校初期，大成小學由「主任」掌管校政，而「校長」一職指大成中學校長。
5. ↑  按照《香港教育手冊 最新版》記載，高敏才不遲於1992年出任此校校長[6]。

## 外部連結
- 孔教學院大成小學網址 （页面存档备份，存于）
- 孔教學院大成小學Facebook官方專頁 （页面存档备份，存于）